# Horst Skoff
Horst Skoff, né le 22 août 1968 à Klagenfurt et décédé le 7 juin 2008 à Hambourg, est un joueur de tennis autrichien, professionnel de 1985 à 1995. En simple, il a gagné quatre tournois ATP et a atteint le 18e rang mondial au classement de l'ATP.
Il meurt dans la nuit du 7 au 8 juin 2008 des suites d'un infarctus à l'âge de 39 ans.

## Carrière
Il a joué pour l'équipe d'Autriche de Coupe Davis pendant neuf ans, signant 22 victoires pour 17 défaites. Il détient le record de durée du match le plus long en Coupe Davis depuis l'introduction du tie-break : 6 h 04 contre Mats Wilander, en quart de finale, le 7 avril 1989, match qu'il avait gagné 65-7, 7-67, 1-6, 6-4, 9-7.
Il a également atteint les demi-finales à Monte-Carlo en 1987.

## Palmarès

### Titres en simple messieurs
| No | Date       | Nom et lieu du tournoi        | Catégorie    | Dotation  | Surface         | Finaliste      | Score              |  |
| -- | ---------- | ----------------------------- | ------------ | --------- | --------------- | -------------- | ------------------ |  |
| 1  | 13-06-1988 | Athens International, Athènes |              | 93 400 $  | Terre (ext.)    | Bruno Orešar   | 6-3, 2-6, 6-2      |  |
| 2  | 17-10-1988 | CA Tennis Trophy, Vienne      |              | 140 000 $ | Moquette (int.) | Thomas Muster  | 4-6, 6-3, 6-4, 6-2 |  |
| 3  | 10-09-1990 | Geneva Open, Genève           | World Series | 225 000 $ | Terre (ext.)    | Sergi Bruguera | 7-6, 7-6           |  |
| 4  | 05-07-1993 | Swedish Open, Båstad          | World Series | 235 000 $ | Terre (ext.)    | Ronald Agenor  | 7-5, 1-6, 6-0      |  |

### Finales en simple messieurs
| No | Date       | Nom et lieu du tournoi                           | Catégorie           | Dotation  | Surface         | Vainqueur         | Score         |  |
| -- | ---------- | ------------------------------------------------ | ------------------- | --------- | --------------- | ----------------- | ------------- |  |
| 1  | 08-05-1989 | German International Championships, Hambourg     | Championship Series | 500 000 $ | Terre (ext.)    | Ivan Lendl        | 6-4, 6-1, 6-3 |  |
| 2  | 07-08-1989 | Čedok Open, Prague                               | Grand Prix          | 140 000 $ | Terre (ext.)    | Marcelo Filippini | 7-5, 7-6      |  |
| 3  | 18-09-1989 | Trofeo Conde de Godó, Barcelone                  |                     | 375 000 $ | Terre (ext.)    | Andrés Gómez      | 6-4, 6-4, 6-2 |  |
| 4  | 15-10-1990 | CA Tennis Trophy, Vienne                         | World Series        | 225 000 $ | Moquette (int.) | Anders Järryd     | 6-3, 6-3, 6-1 |  |
| 5  | 10-06-1991 | Torneo Internazionale Citta di Firenze, Florence | World Series        | 225 000 $ | Terre (ext.)    | Thomas Muster     | 6-2, 6-7, 6-4 |  |
| 6  | 09-09-1991 | Geneva Open, Genève                              | World Series        | 225 000 $ | Terre (ext.)    | Thomas Muster     | 6-2, 6-4      |  |
| 7  | 04-07-1994 | Swedish Open, Båstad                             | World Series        | 288 750 $ | Terre (ext.)    | Bernd Karbacher   | 6-4, 6-3      |  |

### Titres en double messieurs
| No | Date       | Nom et lieu du tournoi          | Catégorie  | Dotation  | Surface      | Partenaire    | Finalistes                   | Score         |  |
| -- | ---------- | ------------------------------- | ---------- | --------- | ------------ | ------------- | ---------------------------- | ------------- |  |
| 1  | 10-11-1986 | Copa Banco Galicia Buenos Aires |            | 85 000 $  | Terre (ext.) | Loïc Courteau | Gustavo Luza Gustavo Tiberti | 3-6, 6-4, 6-3 |  |
| 2  | 07-08-1989 | Čedok Open Prague               | Grand Prix | 140 000 $ | Terre (ext.) | Jordi Arrese  | Petr Korda Tomáš Šmíd        | 6-4, 6-4      |  |

### Finales en double messieurs
| No | Date       | Nom et lieu du tournoi                 | Catégorie    | Dotation  | Surface      | Vainqueurs                      | Partenaire        | Score    |  |
| -- | ---------- | -------------------------------------- | ------------ | --------- | ------------ | ------------------------------- | ----------------- | -------- |  |
| 1  | 16-05-1988 | Tournoi de tennis de Florence Florence |              | 93 400 $  | Terre (ext.) | Javier Frana Christian Miniussi | Claudio Pistolesi | 7-6, 6-4 |  |
| 2  | 08-08-1988 | Čedok Open Prague                      | Grand Prix   | 140 000 $ | Terre (ext.) | Petr Korda Jaroslav Navrátil    | Thomas Muster     | 7-5, 7-6 |  |
| 3  | 16-04-1990 | Philips Open Nice                      | World Series | 225 000 $ | Terre (ext.) | Alberto Mancini Yannick Noah    | Marcelo Filippini | 6-4, 7-6 |  |
| 4  | 30-07-1990 | Philips Head Cup Kitzbühel             | World Series | 337 500 $ | Terre (ext.) | Javier Sánchez Éric Winogradsky | Francisco Clavet  | 7-6, 6-2 |  |

## Résultats en Grand Chelem

### En simple
| Année | Open d'Australie | Open d'Australie | Roland-Garros | Roland-Garros   | Wimbledon | Wimbledon              | US Open  | US Open          |
| ----- | ---------------- | ---------------- | ------------- | --------------- | --------- | ---------------------- | -------- | ---------------- |
| 1986  | -                | -                | -             | -               | -         | -                      | 1er tour | Tim Wilkison     |
| 1987  | -                | -                | 2e tour       | Miloslav Mečíř  | 1er tour  | Andrés Gómez           | -        | -                |
| 1988  | 1er tour         | Tarik Benhabiles | 1er tour      | Bruno Orešar    | 1er tour  | John McEnroe           | 1er tour | Jim Courier      |
| 1989  | -                | -                | 2e tour       | Thierry Tulasne | 1er tour  | Tom Nijssen            | 1er tour | Mats Wilander    |
| 1990  | -                | -                | -             | -               | -         | -                      | -        | -                |
| 1991  | 1er tour         | Guy Forget       | 2e tour       | Stefan Edberg   | 2e tour   | Jean-Philippe Fleurian | 2e tour  | David Wheaton    |
| 1992  | 1er tour         | Pat Cash         | 1er tour      | Emilio Sánchez  | -         | -                      | 1er tour | Richard Fromberg |
| 1993  | 1er tour         | Alberto Mancini  | 1er tour      | Thomas Muster   | 1er tour  | Kenneth Carlsen        | -        | -                |
| 1994  | -                | -                | -             | -               | -         | -                      | -        | -                |
| 1995  | 1er tour         | Brett Steven     | -             | -               | -         | -                      | -        | -                |

À droite du résultat, l'ultime adversaire.

### En double
| Année | Open d'Australie | Open d'Australie | Roland-Garros               | Roland-Garros            | Wimbledon | Wimbledon | US Open                   | US Open                 |
| ----- | ---------------- | ---------------- | --------------------------- | ------------------------ | --------- | --------- | ------------------------- | ----------------------- |
| 1988  | -                | -                | -                           | -                        | -         | -         | 1er tour Thomas Muster    | Kevin Curren David Pate |
| 1989  | -                | -                | 1er tour Horacio de la Peña | Jim Courier Pete Sampras | -         | -         | 1er tour Andreï Olhovskiy | Eric Amend Byron Black  |